# David Reitze
David Reitze (* 6. ledna 1961) je americký laserový fyzik, který je profesorem fyziky na University of Florida a který působil jako vědecký mluvčí LIGO experimentu v letech 2007 – 2011. V srpnu 2011 se stal novým výkonným ředitelem LIGO, přestěhoval se tedy na Kalifornský technologický institut v Pasadeně. 
Bakalářský titul získal v roce 1983 na Severozápadní univerzitě, doktorát o sedm let později na Texaské univerzitě v Austinu. Po dokončení vzdělání působil v Lawrence Livermore National Laboratory. Poté získal místo na University of Florida. Je členem Americké fyzikální společnosti a Americké optické společnosti.
Jako expert v ultrarychlé optice a laserové spektroskopii se specializuje na laserově interferometrickou detekci gravitačních vln. To zahrnuje vývoj nových topologií interferometrů pro příští generace detektorů gravitačních vln, výzkum tepelného zatížení pasivních a aktivních optických prvků, rozvoj optických komponentů o vysokém výkonu a design, výstavbu a provoz interferometrů LIGO.
Jednou z jeho hlavních snah jako ředitele LIGO je plánováné rozšíření sítě detektorů tak, aby byl jeden z detektorů umístěn v Indii.
V únoru 2016 oznámil jako výkonný ředitel LIGO první přímé pozorování gravitačních vln, ke kterému došlo v září 2015. Toto pozorování bylo uskutečněno pomocí detektorů LIGO v Hanfordu a Livingstonu.